# Musique colombienne
La musique colombienne est un mélange d'expressions issues du métissage culturel des colons espagnols, des esclaves africains et des peuples autochtone qui jouent un rôle primordial dans la préservation de la culture populaire de Colombie. Ce pays a une grande diversité musicale, car il est connu comme le pays de plusieurs milliers de rythmes, avec plus de 1 000 rythmes. Chaque région a ses propres danses et mers d'une multitude de rythmes : merecumbé, porro, mapalé, currulao, cumbia et vallenato sur les côtes ; bambuco, pasillo, de la valse, bunde, guabina et sanjuanero à l'intérieur du pays ; joropo et galerón dans les plaines. Cet héritage culturel se maintient dans les nombreux festivals de toutes les régions. 

## Musique folklorique

### Cumbia

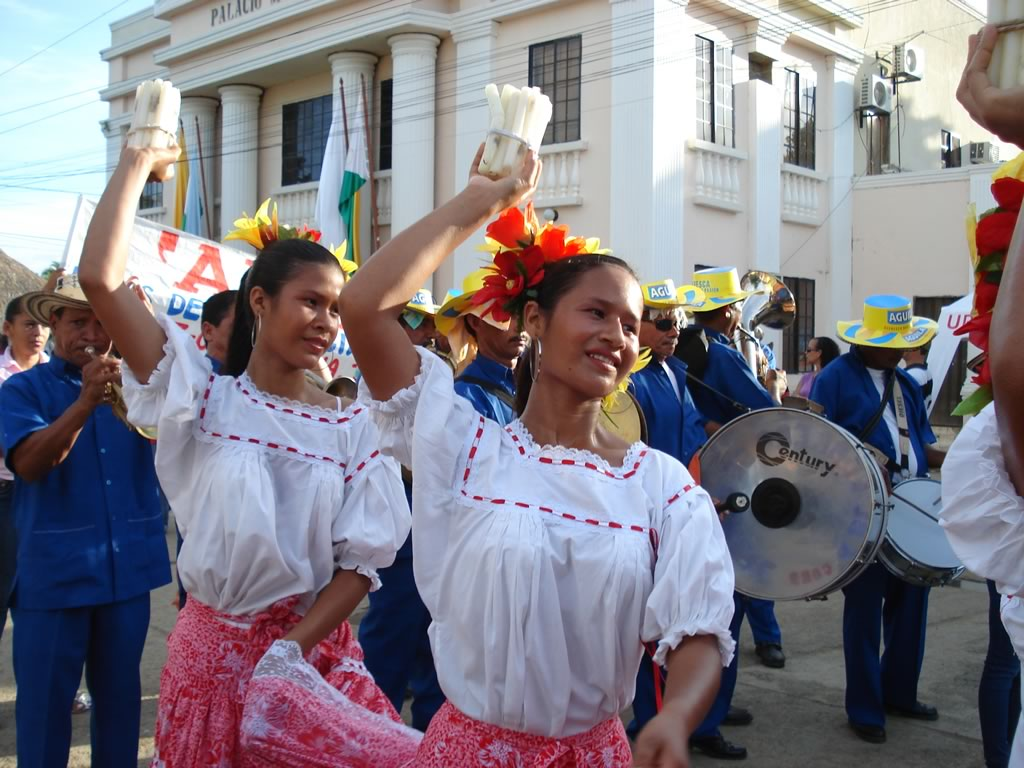
Danseurs de cumbia, San Pelayo, à Cordoba.

La cumbia est une musique entraînante pratiquée dans un premier temps sur la côte atlantique colombienne par des esclaves africains vers la fin du XVIIIe siècle. Plusieurs variations sont développées à travers les années, mais les pas essentiels de cette danse dérivent directement des pas des esclaves dansant avec des chaînes et des boulets (exemples : El mundo et El boga de Sonora Santenera, A mover la colita de Sonora Dinamita, Juana la cubana de Fito Olivares).

### Champeta
La champeta est un mélange explosif de Sukus, de Mbaqanga et de Highlife associé aux brûlantes vibrations caraïbéennes (hip-hop-ragga-reggae, compas haïtien, soca et calypso). Elle naît lorsque quelques marins ramènent les premiers disques africains à Carthagène, port de la côte caraïbe colombienne. Les afro-colombiens les fusionnent avec les rythmes de leurs tambours et lui donnent toute la saveur de la musique latine. Depuis, chaque année, une trentaine d'artistes afro-colombiens se disputent le titre de Roi de la champeta, dans de légendaires duels musicaux parrainés par des sound systems aussi puissants et téméraires que ceux de Jamaïque. 
Cette musique est un succès à Porto Rico, en République dominicaine et dans les autres îles, où elle règne en maîtresse sur les pieds des danseurs les plus exigeants. Pourtant cette musique, qui est l'une des plus inventives de notre époque, est aussi l'une des plus méconnues du public européen.

### Marimba
Inscrit en 2010, sur la liste représentative du patrimoine culturel immatériel de l'humanité, la musique Marimba et les chants traditionnels de la région sud du Pacifique colombien appartiennent désormais au patrimoine des groupes afro-colombiens des départements de Valle del Cauca, Cauca et Nariño.

### Vallenato

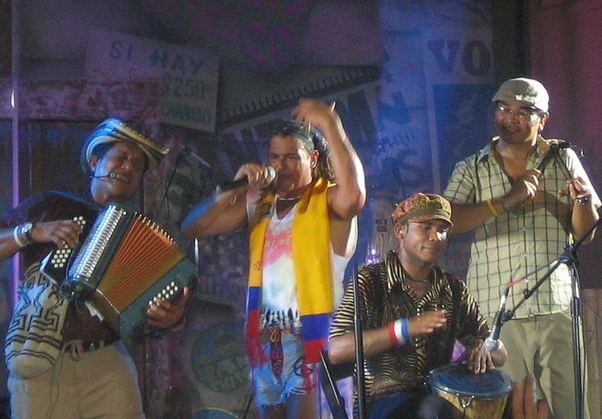
Carlos Vives.

Issue de la côte atlantique de la Colombie, cette musique douce et folklorique utilise des accordéons, des « guarachas » et des « cajas » (une sorte de tambour). Alejandro Durán est l'un des plus grands accordéonistes et compositeurs de vallenato. Parmi les autres compositeurs importants de Vallenato on peut citer : Guillermo de Jesús Buitrago Enríquez, Rafael Escalona, Emiliano Zuleta.
Le vallenato comprend cinq rythmes différents qui sont des variantes de ce genre : le son, le paseo, le merengue, le puya et la tambora. De nombreux sous-genres ou fusions sont créés, comme le jalaíto qui donne, en fusionnant avec le paseo, le paseaíto. Plus récemment[Quand ?], des artistes comme Carlos Vives ou Silvestre Dangond redorent le blason du vallenato en apportant une touche moderne, le vallenato pop.

### Carranga
La carranga est un genre musical issu de l'altiplano cundiboyacense, la région centrale de la Colombie, plus spécifiquement du département de Boyacá dans les années 1970. Elle est développée principalement par le vétérinaire Jorge Veloza. La carranga est interprétée avec de la guitare, du tiple, du requinto et de la guacharaca. Ses paroles parlent de la vie paysanne, de l'écologie et de la critique social. Depuis que la carranga est connue dans les principales villes colombiennes plusieurs groupes l'interprètent, de telle sorte qu'aujourd'hui[Quand ?] on trouve[style à revoir] des groupes de carranga-rock comme Velo de oza.

## Instruments traditionnels
Les instruments de musique communément utilisés sont les tambours (influence de la musique africaine), la harpe et le cuatro (petite guitare à quatre cordes) d'origine européenne. Cet héritage culturel se perpétue grâce aux nombreux festivals de musique et de danse organisés dans toutes les régions du pays (Carnaval de Barranquilla, Petronio, Feria de Cali, Compétition mondiale de Salsa, Festival de la Leyenda Vallenata…).